# Söder, Växjö

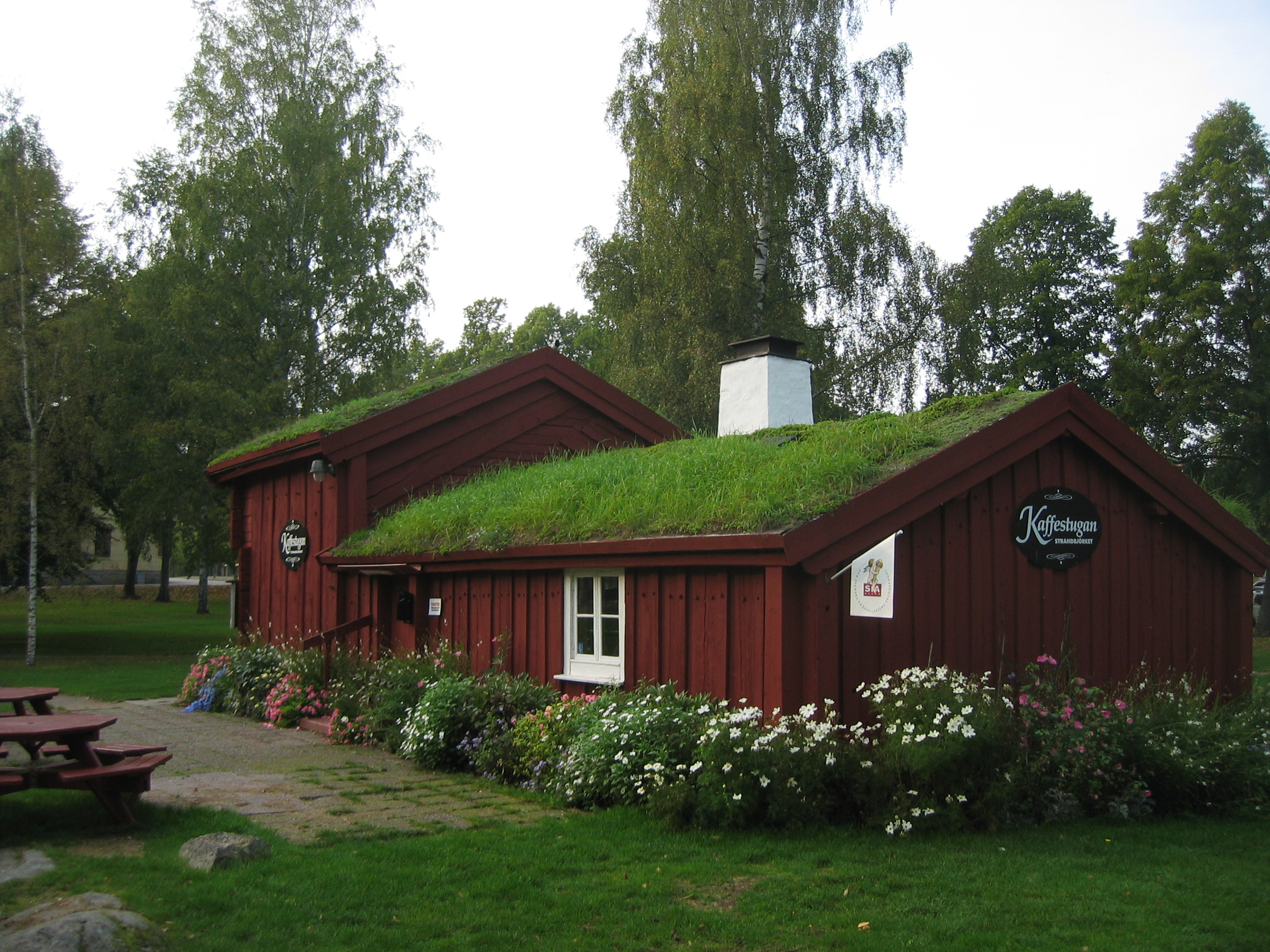
Äldre torp parken i Strandbjörket som används som kafé på sommaren.

Söder är en stadsdel i Växjö som till största delen består av villor, men där finns också hyresrätter och bostadsrätter. Stadsdelen ligger relativt centralt, söder om centrum.
Söder är omgivet av två sjöar. Södra Bergundasjön, som ligger vid skogen Bokhultet, är en utmärkt fiske- och promenadsjö. 
Växjösjön är också ett bra promenadalternativ. Med en omkrets på 4,5 km väljer många att springa eller gå ett varv runt sjön. Längs sjöns stränder finns diverse restauranger och kaféer. 
Här hittar man även Växjö lasarett nära sjön. Sedan några år tillbaka påbörjade Växjö det konststråk som ska finnas runt sjön vilket innebär att en ny skulptur har placerats runt sjön varje år vilken befolkningen i Växjö har fått vara med att rösta fram. En gigantisk discokula sjösattes i en av lagunerna vid Växjösjön under 2010.
Den omtyckta parken Strandbjörket ligger också på Söder. Här finns en stor lekpark för barn i de flesta åldrar, en glasstuga och en ankdamm.   
Här finns sju utomhustennisbanor som tillhör klubben Växjö TS. Även deras inomhushall Strandbjörkshallen ligger här. Det ligger också en miniramp i parken för den som åker skateboard eller inlines.
Mitt på Söder finner man låg- och mellanstadieskolan Bäckaslöv. Bäckaslöv är en Montessoriinspirerad skola där eleverna går i åldersblandade klasser (1-3, 4-6). Det finns även 3 friskolor som är belägna på Söder: Skrattmåsen, Kronobergskolan och Procivitas, dessa har sina lokaler i den före detta vårdskolan.
Söder har även två lokala restauranger, pizzerian Verona och krogen Hemma hos oss. Hemma hos oss ligger i Restaurang Fru T:s gamla lokaler som lade ner sin verksamhet under 2009 efter många år i branschen.